# Německá ženská hokejová reprezentace
Německá ženská hokejová reprezentace je výběrem nejlepších hráček ledního hokeje ze Německa. Na podzim 1990 se stala nástupcem Západoněmecké ženské hokejové reprezentace. Od roku 1991 se účastní mistrovství Evropy žen a od roku 1994 se účastní mistrovství světa žen. Nejlepší výsledek z tohoto šampionátu pochází z roku 2017, kdy německá ženská hokejová reprezentace vybojovala 4. místo. Má též 3 účasti na zimních olympijských hrách, kde v roce 2014 vybojovala 6. místo.

## Mezinárodní soutěže

### Olympijské hry
Německo startovalo na třech ženských turnajích v ledním hokeji na zimních olympijských hrách. Jednou bylo vyřazeno v kvalifikaci.
| MS                 | Místo konání         | U   | Q  |
| ------------------ | -------------------- | --- | -- |
| 2002               | USA (Salt Lake City) | 6.  | —  |
| 2006               | Itálie (Turín)       | 5.  | —  |
| 2010 (kvalifikace) | Německo (Bad Tölz)   | 11. | 3. |
| 2014               | Rusko (Soči)         | 6.  | —  |
| 2018 (kvalifikace) | Japonsko (Arosa)     | 9.  | 2. |

### Mistrovství světa
Na mistrovství světa startuje Německo od roku 1990. Hraje převážně v elitní skupině.
| MS   | Místo konání                             | U   | D | UD |
| ---- | ---------------------------------------- | --- | - | -- |
| 1994 | USA (Lake Placid)                        | 8.  | A | —  |
| 1999 | Finsko (Espoo)                           | 7.  | A | —  |
| 2000 | Kanada (různá města v provincii Ontario) | 7.  | A | —  |
| 2001 | USA (různá města ve státě Minnesota)     | 5.  | A | —  |
| 2004 | Kanada (Halifax, Dartmouth)              | 6.  | A | —  |
| 2005 | Švédsko (Linköping)                      | 5.  | A | —  |
| 2007 | Kanada (Winnipeg, Selkirk)               | 8.  | A | —  |
| 2008 | Čína (Charbin)                           | 9.  | A | —  |
| 2009 | Rakousko (Štýrský Hradec)                | 11. | B | 2. |
| 2011 | Německo (Ravensburg)                     | 9.  | B | 1. |
| 2012 | USA (Burlington)                         | 7.  | A | —  |
| 2013 | Kanada (Ottawa)                          | 5.  | A | —  |
| 2015 | Švédsko (Malmö)                          | 8.  | A | —  |
| 2016 | Dánsko (Aalborg)                         | 9.  | B | 1. |
| 2017 | USA (Plymouth)                           | 7.  | A | —  |
| 2022 | Dánsko (Herning, Frederikshavn)          | 9.  | A | —  |
| 2023 | Kanada (Brampton)                        | 8.  | A |    |

### Mistrovství Evropy
Německo startovalo na čtyřech ročnících mistrovství Evropy a skončilo vždy mezi čtvrtým a šestým místech.
| MS   | Místo konání                            | U  |
| ---- | --------------------------------------- | -- |
| 1991 | Československo (Havířov, Frýdek-Místek) | 6. |
| 1993 | Dánsko (Esbjerg)                        | 4. |
| 1995 | Lotyšsko (Riga)                         | 5. |
| 1996 | Rusko (Jaroslavl)                       | 6. |